# Cerodontha impolita
Cerodontha impolita är en tvåvingeart som beskrevs av Spencer 1986. Cerodontha impolita ingår i släktet Cerodontha och familjen minerarflugor. Inga underarter finns listade i Catalogue of Life.